# علم الأحياء والتوجه السياسي
وجدت الدراسات أن علم الأحياء البشري يمكن ربطه بالتوجه السياسي، لكن تبقى العديد من الدراسات التي تربط علم الأحياء بالسياسة مثيرة للجدل، على الرغم من تزايد وجود الأدلة.
لقد وجدت الدراسات أن الأشخاص ذوي الآراء السياسية المحافظة لديهم لوزة دماغية أكبر وأكثر عرضة للشعور بالاشمئزاز. يملك الليبراليون حجمًا أكبر من المادة الرمادية في القشرة الأمامية وهم أفضل في اكتشاف الأخطاء في الأنماط المتكررة. يتمتع المحافظون باستجابة أقوى للجهاز العصبي الودي تجاه الصور المهددة، ومن المرجح أنهم يفسرون تعابير الوجه الغامضة على أنها تهديد. الليبراليون هم أكثر عرضة للإبلاغ عن ضغوط عاطفية أكبر، وعدم الرضا عن العلاقة والصعوبات وهم أكثر انفتاحًا على التجارب وتحمل الاضطراب بشكل أفضل.

## دراسات على الدماغ
العوامل الوراثية مسؤولة عن بعض الاختلافات في الآراء السياسية. وجدت دراسة أجريت عام 2011 من قبل عالم الأعصاب الإدراكي ريوتا كاناي في جامعة لندن اختلافات هيكلية في الدماغ بين الموضوعات ذات التوجهات السياسية المختلفة في عينة من الطلاب في نفس الكلية. أجرى الباحثون فحوصات التصوير بالرنين المغناطيسي على أدمغة 90 طالبًا متطوعًا أشاروا إلى توجهاتهم السياسية على مقياس من خمس نقاط يتراوح من (ليبرالي جدًا) إلى (محافظ جدًا).
وُجد أن الطلاب الذين عبّروا عن آراء سياسية أكثر تحفظًا أن لديهم لوزة دماغية أكبر، وهي بنية في الفص الصدغي وظيفتها الأساسية تكوين الذاكرة وتوحيدها ومعالجتها، بالإضافة إلى التكيف الإيجابي والسلبي (التعلم العاطفي). اللوزة الدماغية هي المسؤولة عن الأدوار المهمة في التفاعل الاجتماعي، مثل التعرف على الإشارات العاطفية في تعابير الوجه ومراقبة المساحة الشخصية. من المفترض أيضًا أن تلعب دورًا في اكتشاف التهديدات، بما في ذلك الخوف تجاهها. كما وجد أن الطلاب المحافظين لديهم حجم أكبر من المادة الرمادية. هناك أدلة على أن المحافظين أكثر عرضة للاشمئزاز وأن أحد أدوار العزلة هو تعديل المشاعر الاجتماعية، مثل الشعور بالاشمئزاز من مشاهد معينة، والروائح وانتهاكات الأعراف.
وُجد أن الطلاب الذين عبّروا عن وجهات نظر سياسية أكثر ليبرالية أن لديهم حجمًا أكبر من المادة الرمادية في القشرة الأمامية، وهي بنية دماغية مرتبطة بالوعي العاطفي والمعالجة العاطفية للألم. تلعب القشرة الأمامية دورًا في اكتشاف الأخطاء، مثل مراقبة ومعالجة المنبهات أو المعلومات المتضاربة.

## الاختلافات الوظيفية

### الاختبارات النفسية
تشير دراسات مختلفة إلى اختلافات قابلة للقياس في السمات النفسية لليبراليين والمحافظين. المحافظون يشعرون بالسعادة واحترام الذات أكثر من الليبراليين، ويكونون أكثر تفاعلًا مع التهديدات وأكثر عرضة لتفسير تعبيرات الوجه الغامضة على أنها تهديد. بينما يعاني الليبراليون من ضغوط عاطفية أكبر، وعدم الرضا عن العلاقات، والصعوبات التجريبية مقارنة بالمحافظين، ويظهرون انفتاحًا أكبر على التجارب.

### الدراسات السلوكية
وجدت دراسة أجراها علماء في جامعتي نيويورك وكاليفورنيا في لوس أنجلوس، اختلافات في كيفية استجابة المشاركين للبحث سواء كانوا ليبراليين أو محافظين. طُلب من المشاركين النقر على لوحة المفاتيح عند ظهور الحرف (إم) على شاشة الكمبيوتر والامتناع عن النقر عند رؤية الحرف (دبليو). ظهر الحرف (إم) أربع مرات أكثر من الحرف (دبليو). ارتكب المشاركون الليبراليون أخطاء أقل من المحافظين أثناء الاختبار وأظهرت قراءات تخطيط الدماغ لديهم نشاطًا أكبر في القشرة الأمامية، وهو الجزء من الدماغ الذي يتعامل مع المعلومات المتضاربة، أثناء التجربة، ما يشير إلى أنهم كانوا أكثر قدرة على اكتشاف التعارضات في الأنماط الثابتة. حذر المؤلف الرئيسي للدراسة، ديفيد أموديو، من الاستنتاج بأن توجهًا سياسيًا معينًا هو الأفضل، وقال: ميل المحافظين إلى حجب المعلومات المشتتة يمكن أن يكون شيئًا جيدًا اعتمادًا على الموقف.